# 沢田名垂
沢田 名垂（さわだ なたり、1775年（安永4年）4月 - 1845年6月4日（弘化2年4月30日））は、江戸時代の陸奥国会津藩の国学者。名は成祐、通称新右衛門。
会津藩士の家に生まれ、藩校師範の安部井武に師事し、二条派の国学を学ぶ。文化2年（1805年）に藩校日新館の和学師範に登用され、藩士の教育に当たり、学制改革に傾注するとともに、藩主松平容頌の命により『日新館童子訓』上下2巻の編纂に中心的役割を果たした。主著に『家屋雑考』・『為政雑考』・『古字考』がある。